# 馮溥
馮溥（1609年—1691年），字孔博，號易齋，山東青州府臨朐縣人，明末清初政治人物。

## 生平
馮溥生於明萬曆三十七年（1609年），崇禎十二年（1639年）己卯科山東鄉試第二名舉人，清順治四年（1647年）丁亥科二甲第十一名進士。選庶吉士，散館授編修，累遷秘書院侍讀學士、經筵講官。順治十六年（1659年）擢吏部侍郎。
康熙初，停各省巡按，吏部尚書阿思哈、吏部侍郎泰必圖議設公廨，馮溥反對，與泰必圖爭執。時鰲拜等輔政大臣專擅朝政，驕橫跋扈。馮溥“持正不阿”，屢陳大策。擢刑部尚書。康熙十年（1671年），拜文華殿大學士。屢次以衰老多病請求退休，吳三桂反，兵政繁雜，馮溥不敢再言。康熙十七年（1678年），福建平定，馮溥以年屆七旬為由，再次申請，為康熙帝慰留。康熙二十一年（1682年），獲准以原官致仕。《太宗實錄》修成，加太子太傅。康熙三十年（1691年），馮溥卒於青州，諡文毅。

## 遺跡
馮溥致仕時，將自己在京師居住的萬柳堂捐出。康熙帝賜予其青州府故明衡王府花園。馮溥為其起名“偶園”，在今青州市王府街道偶園路，現已辟為公園。

## 文學
《聊齋誌異·卷十二》載馮溥家殺豬發現轉世秦檜之奇事。

## 延伸阅读
[在维基数据编辑]
 《清史稿·卷250》，出自趙爾巽《清史稿》
 在维基共享资源阅览影像